# Amerotyphlops caetanoi
Amerotyphlops caetanoi — вид змій родини сліпунів (Typhlopidae). Ендемік Бразилії. Описаний у 2022 році.

## Поширення і екологія
Amerotyphlops caetanoi відомі за типовим зразком, зібраним на плато Чапада-Діамантіна, на території Національному парку Чапада-Діамантіна в муніципалітеті Ленсойс в штаті Баїя, на висоті 493 м над рівнем моря.